# 김병수 (태권도인)
김병수(1939년 ~ )는 한국 태권도계의 원로로 불리는 인물이다.

## 참고 자료
서정원 (2021년 10월 11일). “[인물&역사] ‘태권도 원로’ 김병수 생애사(1)”. TKD BOX.